# لینی (جورجیا)
لینی (به انگلیسی: Laney) یک منطقهٔ مسکونی در ایالات متحده آمریکا است که در شهرستان میچل، جورجیا واقع شده‌است. لینی ۱۰۶٫۹۹ متر بالاتر از سطح دریا واقع شده‌است.